# مسجد الوالدة العتيق
مسجد الوالدة العتيق (بالتركية: Atik Valide Camii, Eski Valide Camii)‏، هو مسجد عثماني، بُني للسلطانة نوربانو سلطان زوجة السلطان سليم الثاني ووالدة السلطان مراد الثالث، شيده المهندس المعماري معمار سنان خلال القرن السادس عشر.